# Kasbah Amridil
La Casba Amridil es una histórica residencia fortificada o casba (tighremt en bereber) en el oasis de Skoura, en Marruecos . Se considera una de las kasbahs más impresionantes de su tipo en Marruecos y antiguamente figuraba en el billete de 50 dírhams marroquíes.

## Historia

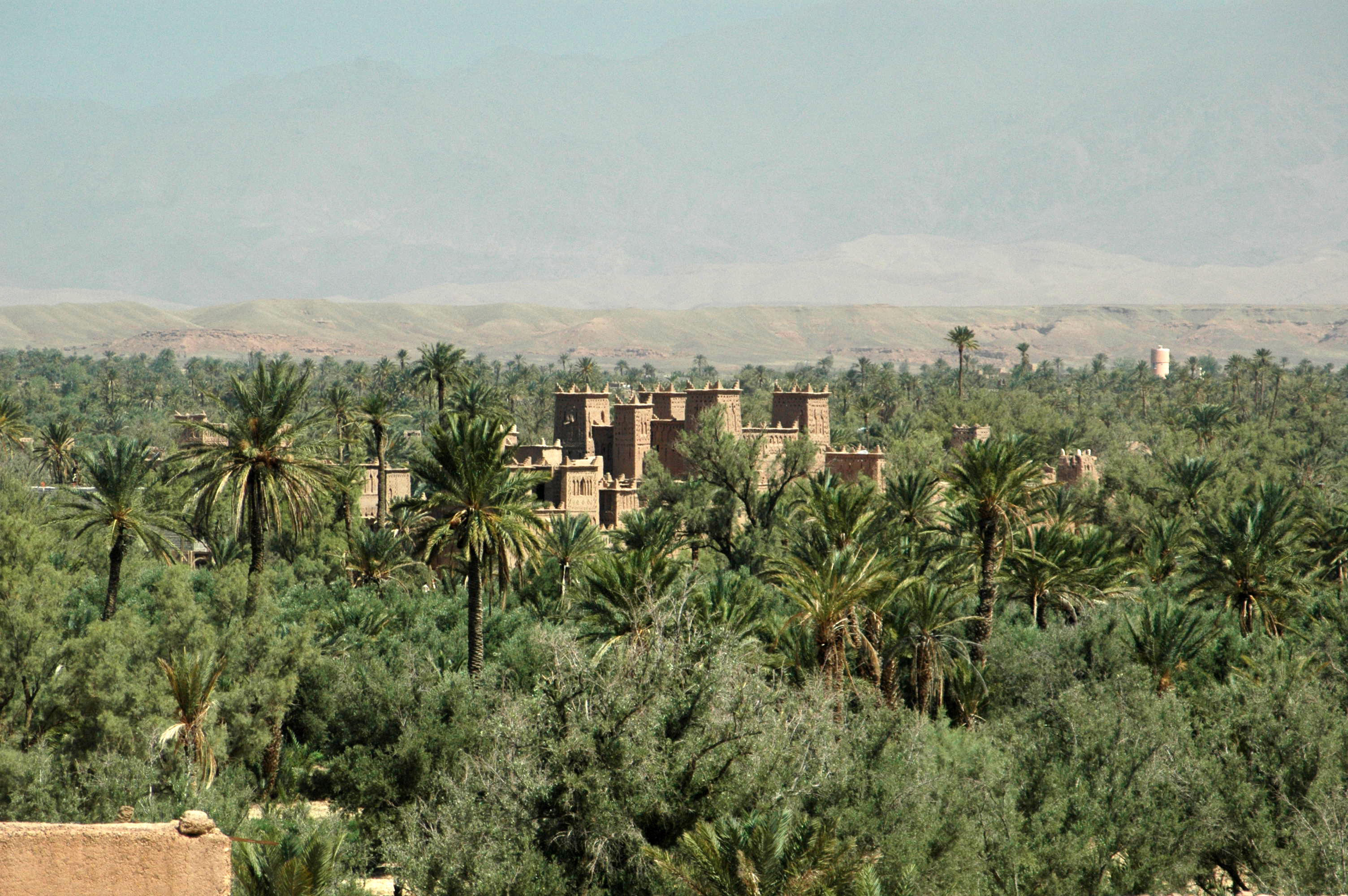
La casba desde el palmeral

La casba fue fundada originalmente en el siglo XVII y consistía inicialmente en un pueblo fortificado, un ksar, que ocupaba una ubicación estratégica a lo largo del río y a la entrada del palmeral de Skoura. A finales del siglo XIX, M'hamed Ben Brahim Nasiri, un alfaquí de una familia privilegiada local que vivía en el ksar (descendientes de la familia asociada a la prestigiosa Zawiya Nasiriyya en Tamegroute ) fue elegido por Madani El Glaoui (hermano mayor de Thami el Glaoui ) para educar a sus hijos en la lectura del Corán . Como compensación, El Glaoui encargó a sus artesanos que construyeran en Nasiri un tighremt (mansión fortificada) en el ksar.
Hoy en día, la casba es la estructura más destacada y ocupa la parte sur del complejo, mientras que el ksar en ruinas (que era el antiguo pueblo) se halla en la sección norte. La casba apareció en la película Lawrence de Arabia de 1962. Hasta el día de hoy, la familia Nasiri sigue siendo su propietaria y continúa viviendo en una parte de la casba, mientras que otras partes han sido restauradas para servir como museo que muestra la arquitectura tradicional del edificio y los artefactos tradicionales locales, incluidas herramientas, una prensa de aceitunas, un horno de pan y un antiguo pozo.

## Arquitectura
El edificio sigue algunos de los elementos de diseño típicos de la arquitectura de los oasis de las regiones bereberes del sur de Marruecos: de tierra apisonada o adobe y con torres esquineras cuadradas con decoración geométrica. El ksar (pueblo) original correspondía al recinto amurallado que aún ocupa la parte norte del yacimiento, pero que hoy se encuentra en ruinas. La propia casba (o tighremt), una gran mansión de finales del siglo XIX para la familia Nasiri y (antiguamente) sus sirvientes, ocupa el resto del sitio y se extiende hacia el sur a lo largo del río. Aunque tiene varios patios y elementos, la estructura más imponente es la casa principal, un edificio casi cuadrado con cuatro torres en las esquinas. Desde entonces se ha añadido una quinta torre en el lado sur de la estructura. También se le ha añadido un jardín al patio de la sección sur de la casba, un elemento de diseño importado de Marrakech traído en restauraciones recientes.
La casa principal se levanta en cuatro niveles dispuestos alrededor de un patio central, el wust ad-dar ("centro de la casa"). En los dos primeros niveles el patio está cubierto por un techo, mientras que en el tercer nivel está abierto al aire y el cuarto nivel está formado por la terraza del piso superior que lo rodea. La entrada al tighremt se encuentra en el primer nivel (planta baja) a la que se accede a través de un patio exterior en su lado este. Un vestíbulo justo dentro de la entrada da acceso al patio central y a la escalera que conduce a los pisos superiores. Las habitaciones del primer nivel se utilizaban para almacenar alimentos, mercancías y animales. El segundo nivel por encima de éste se utilizaba para fines domésticos, principalmente como las cocina, así como almacenes para otros tipos de alimentos como aceite, frutas y granos. El tercer nivel, alrededor del patio al aire libre, era donde comenzaba el espacio habitable propiamente dicho. Sus estancias están decoradas con pintura ocre y blanca y algunas secciones están abiertas al patio a través de una galería de arcos, permitiendo que entre más luz. Las habitaciones además son más o menos intercambiables en lugar de tener funciones predefinidas: pueden amueblarse y remodelarse para adaptarse a diferentes necesidades. El cuarto nivel, la terraza superior, albergaba un reloj de sol y daba acceso a las torres.

## Galería

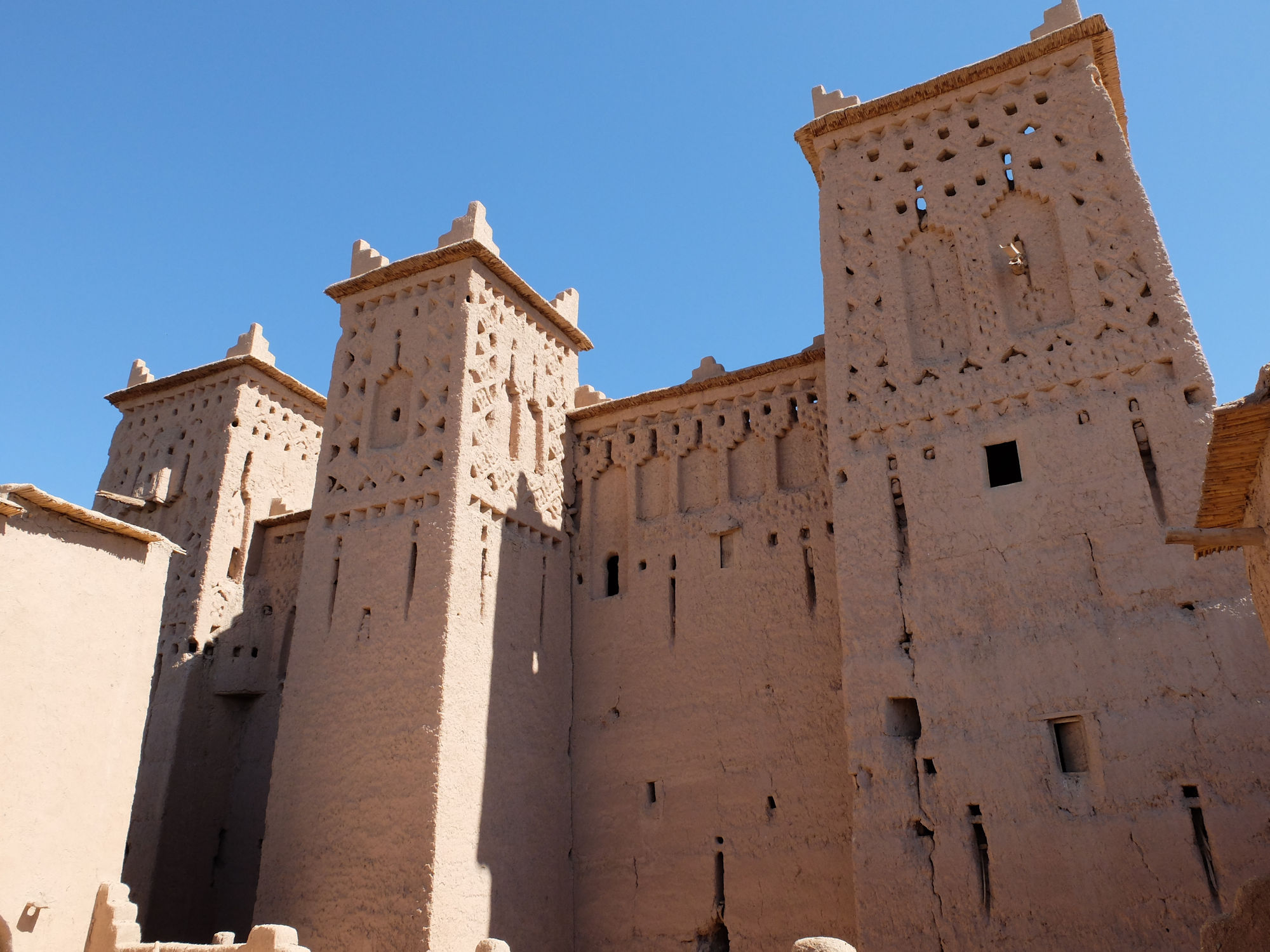
Casa principal dentro de la casba: es una estructura típica de base cuadrada con cuatro torres (aunque se ve en el medio la quinta torre agregada después de la construcción original)
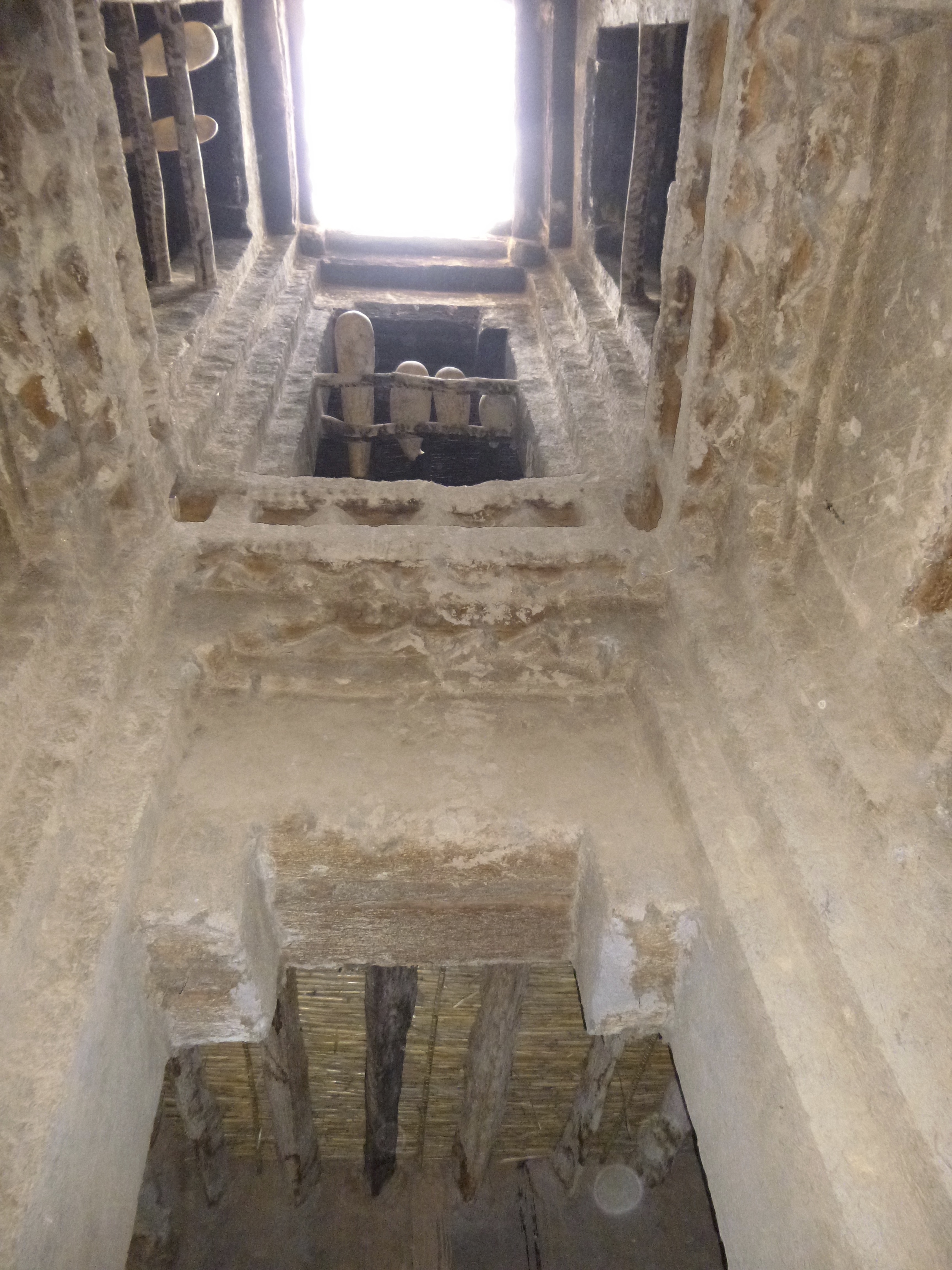
Vista desde los niveles inferiores hasta el tragaluz que se abre en medio del patio del piso superior, en la residencia principal
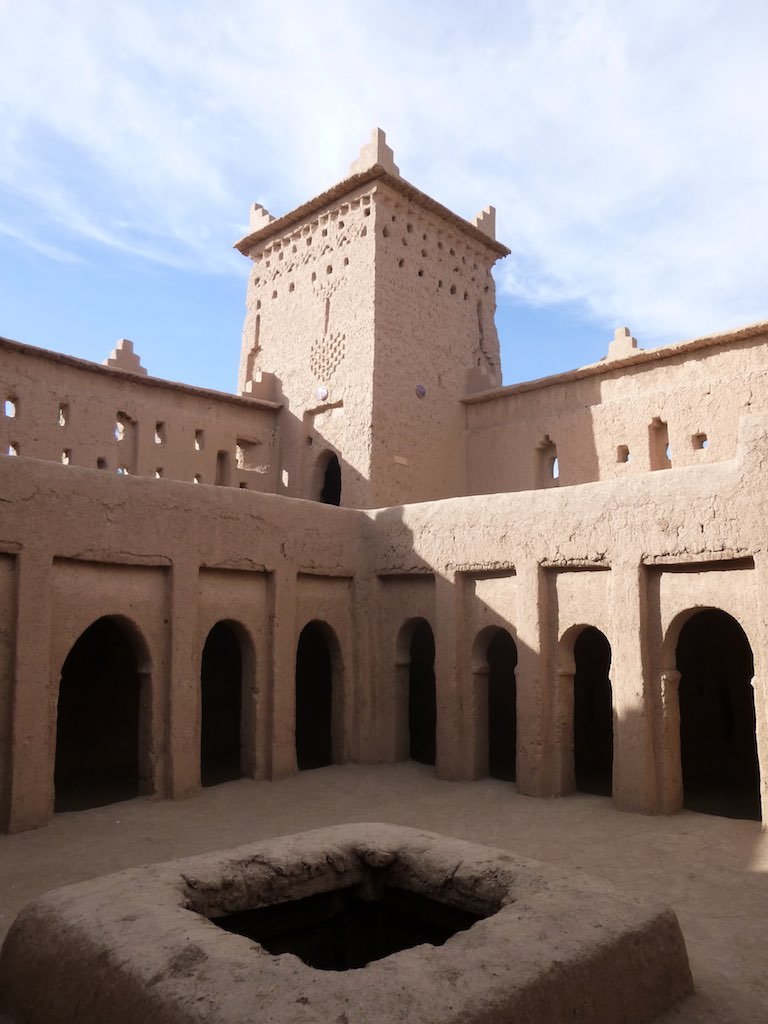
El patio central de los pisos superiores, en de la residencia principal
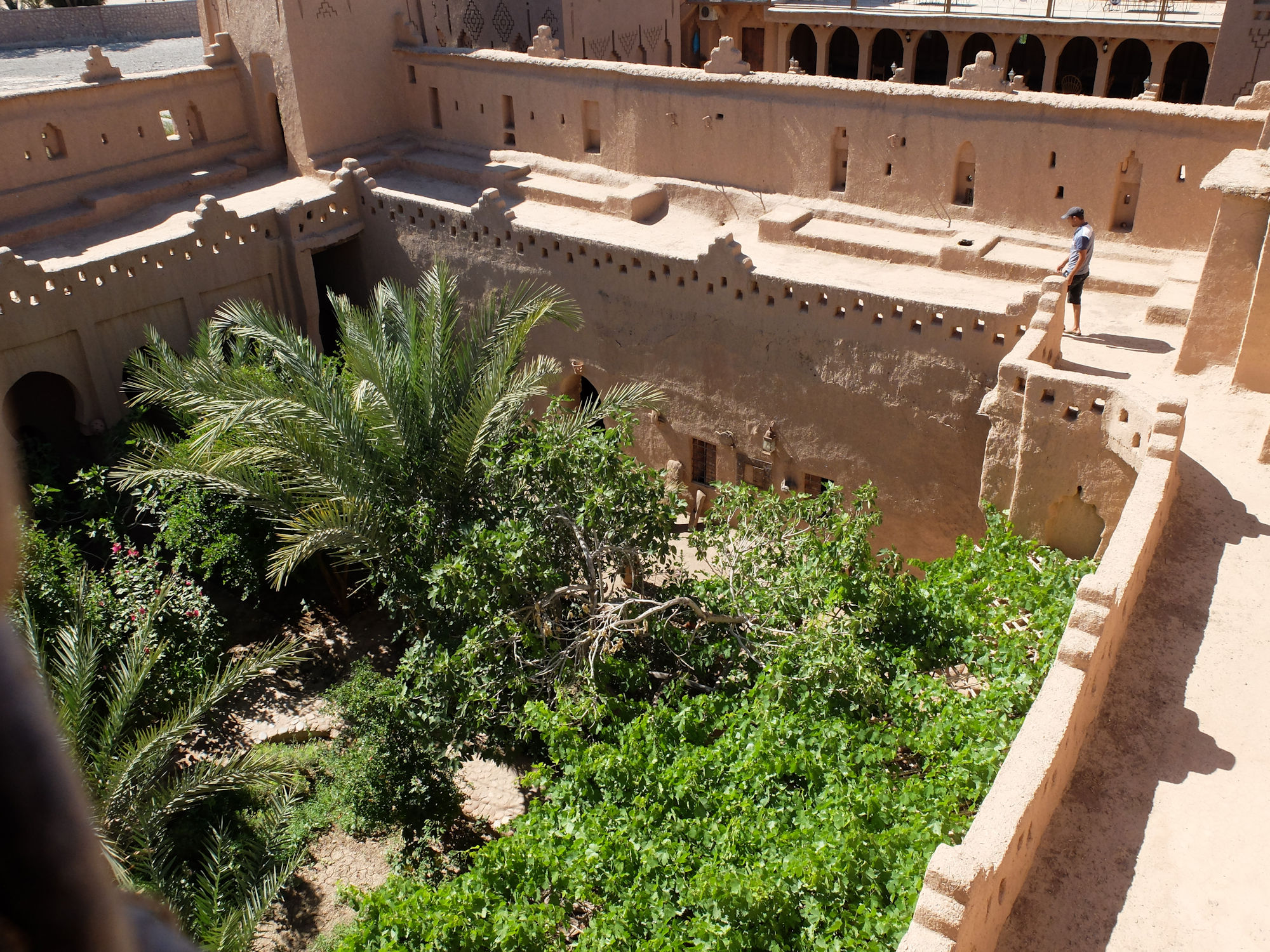
Una sección restaurada del complejo de la casba con el nuevo jardín en el patio.
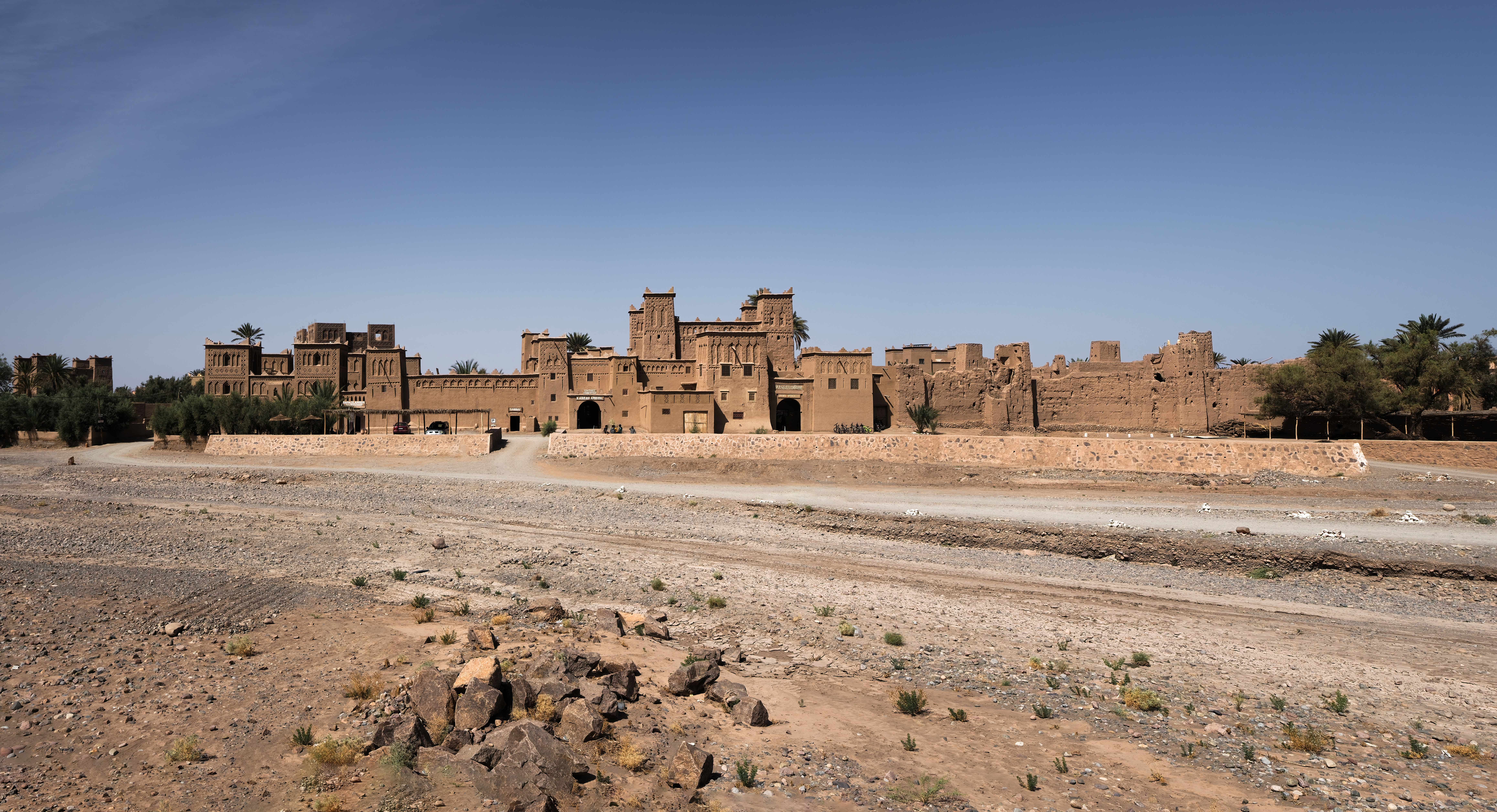
Vista general de la casba Amridil